# Ronde van de Toekomst 1970
De Ronde van de Toekomst 1970 (Frans: Tour de l'Avenir 1970) werd gehouden van 12 tot en met 15 september in Frankrijk. In dit jaar werd deze wedstrijd door financiële moeilijkheden voor de organisatie van de Ronde van de Toekomst in verkorte versie gehouden onder de naam Parijs-Vichy. Er werden slechts vijf etappes gereden.

## Etappe-overzicht
| etappe | datum        | start          | finish         | afstand      | winnaar             | klassementsleider  |
| ------ | ------------ | -------------- | -------------- | ------------ | ------------------- | ------------------ |
| 1e     | 12 september | Arpajon        | Graçay         | 206 km       | Tino Tabak          | Tino Tabak         |
| 2e     | 13 september | Graçay         | Graçay         | 16,6 km (it) | Jean-Luc Molineris  | Jean-Luc Molineris |
| 3e     | 14 september | Graçay         | Vierzon        | 155 km       | Jean-Claude Blocher | Jean-Luc Molineris |
| 4e     | 15 september | Vierzon        | Château-Chinon | 198 km       | Riccardo Belodi     | Fedor den Hertog   |
| 5e     | 16 september | Château-Chinon | Thiers         | 213 km       | Yves Hézard         | Marcel Duchemin    |

## Eindklassementen

### Algemeen klassement
| rang | renner              | land      | tijd        |
| ---- | ------------------- | --------- | ----------- |
| 1    | Marcel Duchemin     | Frankrijk | 20u 35' 57" |
| 2    | Christian Palka     | Frankrijk | op 27"      |
| 3    | Franco Balduzzi     | Italië    | op 58"      |
| 4    | Matthijs de Koning  | Nederland | op 1' 24"   |
| 5    | Claude Lechatellier | Frankrijk | op 1' 53"   |
| 6    | Mario Corti         | Italië    | op 2' 12"   |
| 7    | Fedor den Hertog    | Nederland | op 2' 18"   |
| 8    | François Coquery    | Frankrijk | op 2' 26"   |
| 9    | Joël Millard        | Frankrijk | op 6' 56"   |
| 10   | Alain Bellouis      | Frankrijk | op 9' 14"   |

### Puntenklassement
Niet gehouden

### Bergklassement
| rang | renner           | land      | punten |
| ---- | ---------------- | --------- | ------ |
| 1    | Franco Balduzzi  | Italië    |        |
| 2    | François Coquery | Frankrijk |        |
| 3    | Mariano Martinez | Frankrijk |        |

### Ploegenklassement
Niet gehouden.